# Lukas-Madonna
Lukas-Madonna oder Der Heilige Lukas porträtiert die Madonna ist ein Gemälde von Rogier van der Weyden aus dem Jahr 1440. Das Bild ist mit Öl auf Eichenholz gemalt und hat eine Größe von 137,5 × 111 cm. Das Original befindet sich im Museum of Fine Arts in Boston. Eine sehr gute Kopie findet man in der Alten Pinakothek in München. Weitere Kopien sind in der Eremitage in Sankt Petersburg und im Groeningemuseum in Brügge zu sehen.

## Bildmotiv
Auf dem Sakralbild ist die Vision des Lukas dargestellt, dem Maria mit Jesus als Kind erscheint. Diese Legende ist einer der Ursprünge oder Rechtfertigung für die Bildtradition im Christentum. Vor allem in der orthodoxen Kirche gibt es einige Marienikonen, die der Legende nach auf Bildnisse durch den Evangelisten Lukas, die sogenannten Lukasbilder, zurückgeführt werden. Die Legende von Lukas als Marienmaler ist erst im 6. Jahrhundert aufgekommen. Lukas war demnach der Erste, der Maria mit dem Kinde zu Lebzeiten porträtierte. Der Meister der Lukas-Madonna lässt diese Begebenheit im 15. Jahrhundert erscheinen.

## Bildaufbau
Das Bild ist perspektivisch in drei Ebenen aufgebaut. Im Vordergrund befindet sich das Hauptmotiv. Im Mittelteil befindet sich ein Garten und eine Brücke. Im Hintergrund befindet sich eine Stadtvedute sowie mittig ein großer Fluss. Der Vordergrund repräsentiert die contemplatio, den Blick nach innen. Der Hintergrund repräsentiert hingegen die vita activa, den Blick nach außen.
Der Maler vermengt in dem Werk die Zentralperspektive mit der empirischen Perspektive. 

### Vordergrund
Das Bild zeigt im Vordergrund Maria mit dem Kinde und Lukas in einem halboffenen Raum mit Kompositkapitellen. Schauplatz ist die Wohnstatt des Lukas.
Im linken Viertel ist Maria, auf einem Betschemel am Fuße eines Thrones sitzend, mit dem Jesuskinde abgebildet. Sie hält ihren Sohn auf dem Arm, ist ihm zugewandt, sieht zu ihm hinunter und gibt ihm die Brust (Maria lactans). Links neben ihr sowie über ihr ist ein fast baldachinartiger Behang mit Brokatstoff in roten Farben aufgehängt. Im rechten Viertel ist der kniende Lukas mit roter Gewandung (Überwurf) und Kappe dargestellt. Sein Blick richtet sich nicht auf Maria, sondern neben sie in die Ferne ohne Fokus und vergeistigt. In der Mitte ist der Ausblick frei auf eine offene Landschaft respektive Stadt (Raumkontinuum). Das Gebäude, in dem sich die zentralen Figuren befinden, ist fiktiv. Lukas’ Evangelistensymbol, der Ochse oder Stier, erscheint am rechten Bildrand neben einer Schriftrolle.
Der Bildaufbau lehnt sich sehr stark an die Rolin-Madonna von Jan van Eyck an (um 1435, Louvre, Abb.).

### Mittelteil
Im Mittelteil ist das Hauptmotiv der Hortus conclusus (geschlossener Garten), ein Bildthema der Mariensymbolik, sowie eine Brückenbrüstung mit zwei stehenden Personen, die vom Betrachter abgewandt die Stadt besehen. Es wird vermutet, dass es sich dabei um die Eltern von Maria, Joachim und Anna, handelt.

### Hintergrund
Im Hintergrund ist die Ansicht der Stadt Tournai (Wallonien) dargestellt, die sich südlich von Brüssel befindet. Ganz rechts im Bild ist die Kathedrale in Tournai abgebildet. Zentral-mittig ist der Flusslauf der Schelde zu sehen, der fast geradlinig zum Horizont verläuft.

## Besonderheiten
Der Heilige Lukas ist zum einen als Künstler dargestellt (Silberstift, halbfertiges Porträt), zum anderen als theologischer Gelehrter doctus Lucas (Schriftrollen, Bücher, Schreibstube). Van der Weyden stellt hiermit erstmals seit der Antike (wieder) einen Künstler bei der Ausführung einer künstlerischen Arbeit dar.
Der Evangelist Lukas ist unter anderem seit etwa 800 Jahren Patron der Kunstmaler, daher ist er auch als Künstler dargestellt.
Maria ist sehr aufwendig gekleidet, ihr sehr weites Kleid ist golddurchwirkt und am Saum mit grünen und roten Edelsteinen besetzt.

## Sonstiges
Die besonders aufwendige Wahl der Stoffe ist ein Hinweis auf die flämischen Tuche, für die die Region seinerzeit weltberühmt war. Tournai war die Geburtsstadt und Wirkungsstätte des Künstlers. Wer die Modelle waren, oder ob es überhaupt Modelle für dieses Bild gab, ist nicht bekannt.
Andere Künstler, die das Thema Lukas als Marienmaler verarbeitet haben, waren unter anderem Dierick Bouts (15. Jh.), Hugo van der Goes (1470–1480), Guercino (1652–1653), Maarten van Heemskerck (16. Jh.), Jan Mabuse (1520–1525) und Marten de Vos (1602).